# Adam Hrycaniuk
Adam Hrycaniuk (* 15. März 1984 in Myślibórz, Woiwodschaft Gorzów) ist ein polnischer Basketballspieler. Nach dem Studium in den Vereinigten Staaten setzte Hrycaniuk seine Karriere in seiner Heimat beim Serienmeister Asseco Prokom fort, mit denen er viermal polnischer Meister werden konnte. Seit 2013 spielt der polnische Nationalspieler und zweimalige EM-Endrundenteilnehmer für Stelmet Zielona Góra.

## Karriere
Hrycaniuk wuchs in den Jugendmannschaften von Spojnia aus Stargard Szczeciński in Westpommern heran, wo er auch erste Einsätze in der höchsten Spielklasse Polska Liga Koszykówki hatte, bevor er 2004 ein Studium in den Vereinigten Staaten begann. Zunächst versuchte er am Barton County Community College in Kansas die notwendigen Voraussetzungen für ein weiterführendes Studium an einem regulären College zu schaffen. Hier spielte er für die Hochschulmannschaft Cougars in der National Junior Collegiate Athletic Association (NJCAA). Nach einem Jahr wechselte er an das Trinity Valley Community College nach Athens (Texas), wo er für die Hochschulmannschaft Cardinals, für die mit unter anderem Shawn Kemp und Nick Van Exel auch spätere NBA-Profis aktiv gewesen waren, ebenfalls in der NJCAA spielte. Schließlich bekam er 2006 einen Studienplatz an der University of Cincinnati, wo er für die Hochschulmannschaft Bearcats ab 2007 in der damaligen Big East Conference der NCAA spielte. Nach einem Jahr mit wenig überzeugenden Wurfquoten für einen Frontcourt-Spieler beendete er jedoch bereits seine NCAA-Karriere und kehrte in sein Heimatland zurück, um eine professionelle Karriere zu beginnen.
Für die Saison 2008/09 bekam Hrycaniuk einen Vertrag beim polnischen Meister Asseco Prokom, der damals noch in Sopot spielte. Im höchstrangigen europäischen Vereinswettbewerb EuroLeague 2008/09 erreichte die Mannschaft nach nur zwei Siegen die Zwischenrunde der 16 besten Mannschaften, in der man nach nur einem weiteren Sieg in sechs Spielen ausschied. Nach dem sechsten Meistertitel hintereinander setzte der Hauptsponsor in Person von Ryszard Krauze die Verlegung des Sitzes der Mannschaft ins benachbarte Gdynia durch. Die Mannschaft um die US-Amerikaner Ronald Burrell und dem naturalisierten David Logan wurde unter anderem mit dem deutschen Nationalspieler Jan Jagla verstärkt und erreichte in der EuroLeague 2009/10 überraschend die Viertelfinal-Play-offs, in denen man nach einem Sieg in vier Spielen gegen den späteren Finalisten Olympiakos Piräus ausschied. Nach der Titelverteidigung in der polnischen Meisterschaft debütierte Hrycaniuk bei der Qualifikation zur EM-Endrunde 2011 nun auch in der polnischen Herrennationalmannschaft. Nach dem Abgang von Logan und Jagla gewann Asseco Prokom in der EuroLeague 2010/11 nur noch zwei Spiele in zehn Vorrundenspielen, was diesmal das frühzeitige Ausscheiden bedeutete. Nach einem weiteren Meistertitel mit Asseco Prokom nachm Hrycaniuk für Polen nach Aufstockung des Teilnehmerfeldes auch am EM-Endrundenturnier 2011 im Nachbarland Litauen teil, bei dem er zur Starting Five der polnischen Auswahl gehörte. Nach zwei Auftaktniederlagen folgten zwei Siege, doch im letzten Gruppenspiel der Vorrunde verpasste Polen gegen die britische Basketballnationalmannschaft die noch mögliche Zwischenrundenqualifikation. 
In der EuroLeague 2011/12 verlief die Vorrunde für Asseco Prokom nach nur einem Sieg in zehn Spielen beinahe desaströs und in sieben Spielen der nationalen Play-off-Finalserie gegen den am alten Standort wiedergegründeten Stammverein Trefl Sopot konnte man den polnischen Meistertitel nur knapp verteidigen. Nach fehlgeschlagenen Investments reduzierte der Hauptsponsor das finanzielle Engagement und in der EuroLeague 2012/13 reichte es beim frühen Ausscheiden in der Vorrunde ebenfalls nur zu zwei Siegen. Die finanziellen Probleme führten schließlich dazu, dass Hrycaniuk noch vor Saisonende im März 2013 zum Klub aus Valencia in die spanische Liga ACB wechselte, der nach einem übermächtigen 80:42-Auftakterfolg im ersten Play-off-Spiel noch die beiden folgenden Spiele gegen CAI Saragossa verlor und bereits in der ersten Runde ausschied. Beim EM-Endrundenturnier 2013 war die polnische Auswahl im Frontcourt mit unter anderem dem NBA-Profi Marcin Gortat gut besetzt, so dass Hrycaniuk unter dem deutschen Nationaltrainer Dirk Bauermann nur wenig Einsatzzeit mit durchschnittlich drei Minuten pro Spiel erhielt. Die polnische Auswahl enttäuschte jedoch und gewann nur das letzte bedeutungslose Gruppenspiel gegen Gastgeber Slowenien. Für die neue Saison 2013/14 wechselte Hrycaniuk zum neuen polnischen Meister Stelmet aus Zielona Góra, der in der EuroLeague 2013/14 nach ebenfalls nur zwei Siegen in zehn Spielen der Vorrunde ausschied und in der Zwischenrunde des Eurocup 2013/14 in einer Gruppe mit unter anderem den beiden späteren Finalisten UNICS Kasan und seiner ehemaligen spanischen Mannschaft aus Valencia ohne Chance blieb. Zu guter Letzt verlor man als Titelverteidiger die Finalserie um die nationale Meisterschaft gegen den niederschlesischen Rivalen Turów Zgorzelec. 
2019 unterschrieb er einen Vertrag bei Arka Gdynia.